# Helgoland (partvédő páncélos)
A HDMS Helgoland a Dán Királyi Haditengerészet partvédő páncélos hadihajó volt, ami a maga korában a világ egyik legmodernebb ilyen hajójának számított. 1879. augusztus 20-án állították szolgálatba és 1907-es lebontásáig aktív szolgálatot látott el.

## Története

### Építése
A Második schleswigi háborút követően a Dán Királyság elkezdte fejleszteni és korszerűsíteni a hadiflottáját. A dánok 1870 és 80-as években egy sor partvédő páncélos hadihajót kezdtek tervezni és építeni svéd mintára. Az 1864-es Helgolandi csatáról elnevezett HDMS Helgoland partvédő páncélost az 1870-es évek közepén kezdték tervezni. 
Az építést 1876. május 20-án kezdte a koppenhágai Burmeister & Wain dán cég. A hajót, az előző dán hadihajóktól eltérően, teljesen vasból építették és a hajó minden részét a modern német Krupp lövegeket leszámítva Dániában. A hajótest belsejét vízáteresztés mentes terekre választották szét egymástól. Az orr víz alatti részét hegyesre képezték ki, ez így egy kicsit koshajó jelleget adott a páncélosnak. A hajótestre továbbá rászereltek egy újdonságnak számító forgatható lövegtornyot is, ami addig a dán flottánál nem volt szokás.  
A partvédő páncélost 1878. május 9-én bocsátották vízre és egy év múlva, 1879. augusztus 20-án állították szolgálatba a Dán Királyi Haditengerészetben.

### Szolgálata
A hajó az ország békés külpolitikájának köszönhetően sohasem vett részt tengeri ütközetben. A Helgoland a legtöbbször Koppenhágában horgonyzott, de a nyílt tengerre kihajózva többször is más dán hadihajókkal közösen tartottak különféle razziákat. 
Viktória brit királynő uralkodásának gyémánt évfordulóján a Helgoland képviselte Dániát. Ugyan ez a hajó vett részt II. Oszkár svéd király uralkodásának 25. évfordulójára rendezett ünnepségen. A Helgoland az első világháborút megelőző évekig állt szolgálatban. 1907 júniusában nyugdíjazták. Még abban évben eladták Hollandiának és Dordrecht városában szétbontották.

## Technikai adatok

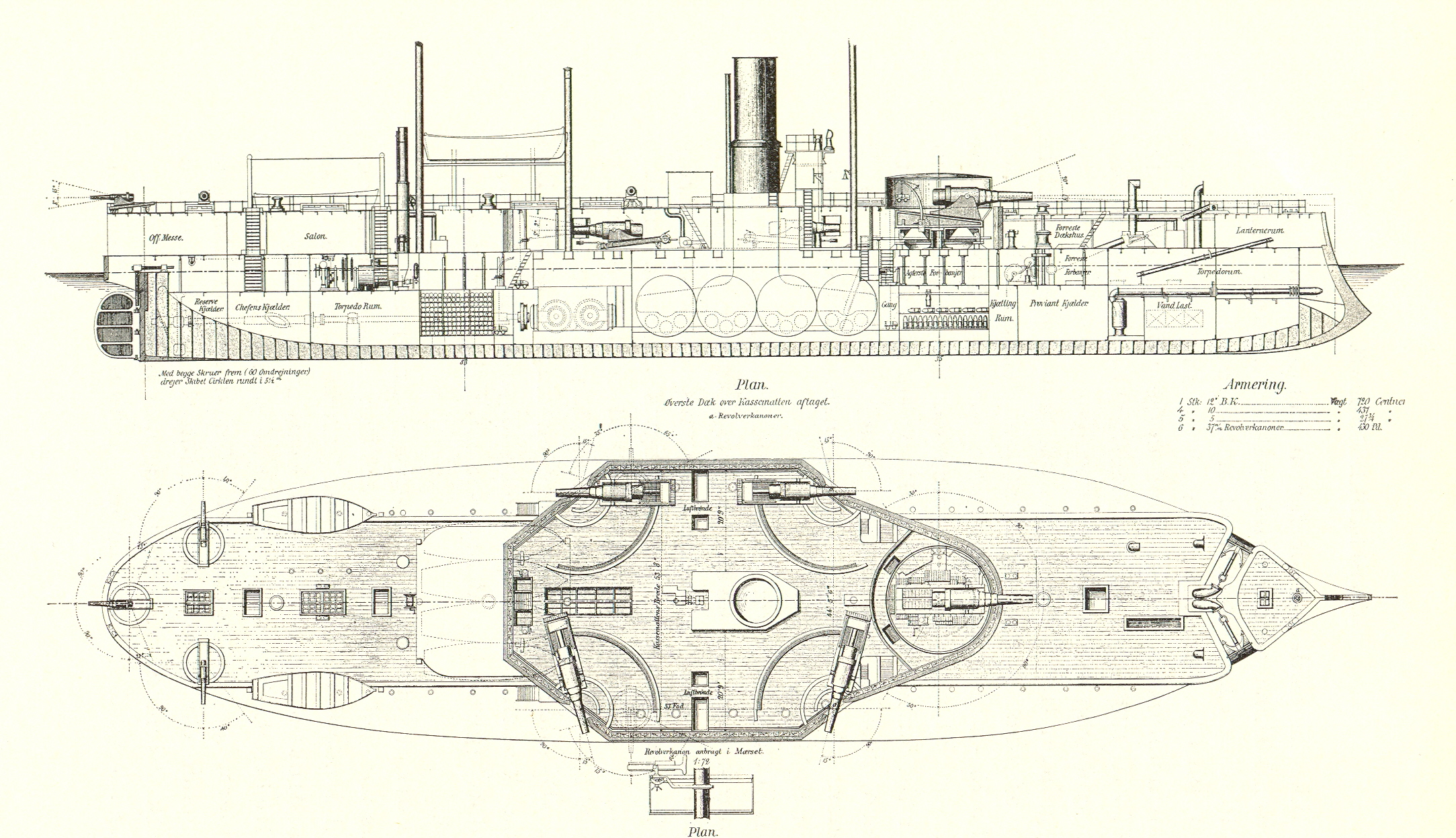
A Helgoland tervrajza

- Vízkiszorítás: 5347 tonna, max. 5700 tonna
- Hosszúság: 78,5 m
- Szélesség: 18 m
- Merülés: 5,7 m
- Üzemanyag: fajtára szén, 230 tonna
- Páncélzat:
  - vízvonal: 305 mm
  - fedélzet: 76 mm
  - felépítmény: -
  - lövegtorony: 254 mm
- Hajtómű: 2 db háromszoros expanziós gőzgép, 8 db kazán, 2 db hajócsavar
- Hajtómű teljesítménye: 4000 LE (2940 kW)
- Maximális sebesség: 13 csomó
- Fegyverzet:
  - 1 db 30 cm-es ágyú
  - 4 b 26 cm-es ágyú
  - 5 b 15 cm-es ágyú
  - 4 b 45,6 cm-es torpedóvetőcső